# Arde Bogotá
Arde Bogotá (português: Bogotá queima) é uma banda Espanhol indie-rock originária da cidade de Cartagena localizada na Região de Múrcia. A banda foi formada em 2017 e leva o nome da cidade colombiana de Bogotá, onde foram ouvidas suas primeiras gravações. O grupo é formado por Antonio García, Dani Sánchez, Pepe Esteban e José Ángel Mercader.
Seu segundo álbum de estúdio, Cowboys de la A3, entrou diretamente em terceiro lugar nas paradas de vendas na Espanha. Entre suas influências, bandas como Arctic Monkeys , Foo Fighters ou Héroes del Silencio geralmente se destacam.